# Wanya Marçal
Wanya Marçal-Madivadua (Oporto, 19 de octubre de 2002) es un futbolista portugués que juega en la demarcación de centrocampista para el Leicester City F. C. de la EFL Championship.

## Biografía
Tras formarse como futbolista en las categorías inferiores del Leicester City F. C., finalmente el 8 de enero de 2022 debutó con el primer equipo en la FA Cup contra el Watford F. C. El encuentro finalizó con un resultado de 4-1 a favor del conjunto lesteriano tras los goles de Youri Tielemans, James Maddison, Harvey Barnes y Marc Albrighton para el Leicester City, y de João Pedro para el Watford. En la temporada 2023-24 disputó seis partidos, en los que marcó un gol, y en el mes de agosto fue cedido al De Graafschap.

## Clubes
Actualizado al último partido disputado el 29 de agosto de 2023.
| Club                   | País         | Año       | Partidos | Goles |
| ---------------------- | ------------ | --------- | -------- | ----- |
| Leicester City F. C.   | Inglaterra   | 2022-2024 | 9        | 1     |
| De Graafschap (cedido) | Países Bajos | 2024-2025 | 15       | 1     |
| Leicester City F. C.   | Inglaterra   | 2025-     |          |       |